# Lives in the Balance
Albums de Jackson Browne
Lawyers in Love
(1983) World in Motion
(1989)
Lives in the Balance (1986) est le 7e album de l'auteur-compositeur-interprète américain de rock Jackson Browne.

## Présentation
Dans cet album, Jackson Browne critique la politique du président Reagan, en particulier celle menée en Amérique centrale. Le texte ci-après, extrait de la chanson Till I go down montre le point de vue de Browne:
I’m not gonna shut my eyes
I’ve already seen the lies
On the faces of the men of war
Leading people to the killing floor
Till I go down
L'album a été 23e au classement des albums Pop-rock du Billboard en 1986.

## Titres de l’album
1. "For America" – 5:13
2. "Soldier of Plenty" – 4:37
3. "In the Shape of a Heart" – 5:41
4. "Candy" (Browne, Greg Copeland, Wally Stocker) – 4:12
5. "Lawless Avenues" (Browne, Jorge Calderón) – 5:40
6. "Lives in the Balance" – 4:18
7. "Till I Go Down" – 4:19
8. "Black and White" – 5:15

Compositions de Jackson Browne, sauf indication contraire.

## Musiciens
- Jackson Browne - guitare, piano, claviers, voix
- Jorge Calderón - guitare basse, voix
- Phil Chen - guitare basse
- Jennifer Condos - guitare basse
- Quique Cruz - percussions
- Deborah Dobkin - voix
- Craig Doerge - synthétiseur, claviers
- Kevin Dukes - guitare
- Bob Glaub - guitare basse
- Jon Douglas Haywood - guitare basse, voix
- Jim Keltner - batterie
- Phil Kenzie - saxophone alto
- Danny "Kootch" Kortchmar - guitare, percussions
- Russ Kunkel - drums
- Bernie Larsen - orgue, guitare, clavinet
- David Lindley - guitare, violon
- Steve Lukather - guitare
- Stan Lynch - batterie
- Kevin McCormick - guitare, voix
- Ian McLagan - orgue, claviers
- Gary Myrick - guitare
- Bill Payne - synthétiseur, piano, claviers
- Bonnie Raitt - voix
- Walfredo Reyes - conga, batterie
- Mindy Sterling - voix
- Jorge Strunz - guitare
- Rick Vito - guitare, voix
- Richard Wachtel - guitare
- Waddy Wachtel - guitare
- Ian Wallace - batterie
- Jai Winding - orgue, synthétiseur, piano, claviers